# 博尔迪盖拉
博尔迪盖拉（義大利語：Bordighera，義大利語發音：[bordiˈɡɛːra]）是意大利因佩里亚省的一个市镇。总面积10.41平方公里，人口10833人，人口密度1040.6人/平方公里（2009年）。ISTAT代码为008008。

## 友好城市
- 法國滨海自由城 1956年
- 德国内卡苏尔姆 1963年